# غاندي الفلسطيني
يُستخدم مصطلح " غاندي الفلسطيني " بشكل متكرر في المناقشات المتعلقة بالصراع الإسرائيلي الفلسطيني، وغالبًا ما يكون ذلك للادعاء بأن الفلسطينيين المعارضين للاحتلال الإسرائيلي للأراضي الفلسطينية قد تجنبوا استخدام المقاومة اللاعنفية وأن القضية الفلسطينية ستحقق نجاحًا أكبر إذا استخدمت المقاومة اللاعنفية، مثل تلك التي استخدمها القومي الهندي المهاتما غاندي ضد الإمبراطورية البريطانية.

## ملخص
قد زعم بعض المعلقين المؤيدين لإسرائيل أن حركة التحرير الفلسطينية فشلت تاريخياً لأن الناشطين الفلسطينيين رفضوا استخدام الوسائل غير العنيفة للاحتجاج ضد الاحتلال الإسرائيلي للأراضي الفلسطينية، وأن الحركة سوف تستمر في الفشل في المستقبل حتى تظهر شخصية فلسطينية مثل المهاتما غاندي. كتبت فيكتوريا ماسون من الجامعة الوطنية الأسترالية وريتشارد أ. فالك من جامعة برينستون أن الدعوات إلى "غاندي فلسطيني" كانت "شعورًا شائعًا عبرت عنه شخصيات دولية بارزة مثل الرئيس الأمريكي باراك أوباما (2009). وهذا جزء من جدل ليبرالي أوسع نطاقًا مفاده أن الفشل في إرساء سلام مستدام بين إسرائيل والفلسطينيين هو في المقام الأول نتيجة للنضال الفلسطيني، وإذا تبنى الفلسطينيون اللاعنف، فسيحظون بدعم المجتمع الدولي، بما في ذلك الولايات المتحدة، وسيجدون استجابة مؤثرة داخل إسرائيل نفسها." وصرح الكاتب الفلسطيني الأمريكي رمزي بارود بأن هذا المصطلح "لا مفر منه، وخاصةً لمن يصنفون أنفسهم كـ"ناشطين مؤيدين للفلسطينيين".

## المناظرات

### دعوات لغاندي فلسطيني
زعم نوح فيلدمان من جامعة هارفارد عام 2017 أنه "يكاد يكون من المستحيل على أي حكومة إسرائيلية استخدام القوة بشكل مستمر أو متكرر لقمع احتجاجات غاندي"، قائلاً إنه "لتغيير مواقف الإسرائيليين والأمريكيين، وبالتالي تغيير أفعال إسرائيل، يحتاج الفلسطينيون إلى القيام بشيء مختلف جذريًا". في عام 2007، تكهن ويليام دبليو. فينان الابن من مجلة "التاريخ الحالي " بأن ظهور "غاندي أو مانديلا فلسطيني" قد يحول تركيز الإعلام الأمريكي "من الانتحاريين ومسلحي حماس إلى الأبرياء الفلسطينيين واليأس والفقر في الأراضي المحتلة. سيظل اللوبي الإسرائيلي، مثل اللوبي التايواني، موجودًا ولكنه سيفقد القوة الأخلاقية والجاذبية السياسية التي جعلته يبدو بهذه القوة". زعم كينيث إم. بولاك من مؤسسة بروكينجز عام ٢٠١١ أنه "لو كان غاندي هو من قادهم بدلاً من ياسر عرفات، لكان لديهم دولة قبل 20 عامًا".

### تعريف اللاعنف
كتب نيكولاس كريستوف من صحيفة نيويورك تايمز في عام 2010 أن "التحدي الأكبر" الذي يواجه غاندي الفلسطيني هو أن "العديد من الفلسطينيين يعرفون "اللاعنف" بحيث يشمل رمي الحجارة"، قائلاً إن الفلسطينيين يجب أن يركزوا بدلاً من ذلك على أساليب مثل الاحتجاجات الجماعية لمنع الوصول إلى المستوطنات الإسرائيلية، ومقاطعة المنتجات الإسرائيلية، والتظاهر علناً في مناطق أمنية محظورة عسكرياً.
كتبت فيكتوريا ماسون من الجامعة الوطنية الأسترالية وريتشارد أ. فالك من جامعة برينستون أن "العامل الرئيسي الذي يُعقّد الاعتراف باللاعنف الفلسطيني هو الترجمة. إن مصطلح "اللاعنف" في اللغة الإنجليزية (لا 'unf) لا يُترجم بشكل إيجابي إلى اللغة العربية، مما يعني السلبية والضعف. إن الأفعال التي يفهمها الغرب عمومًا على أنها تشمل "اللاعنف" يصفها الفلسطينيون بدلاً من ذلك بأنها "مقاومة مدنية" أو "تحدي سياسي" أو "مقاومة شعبية". ومع ذلك، فإن الكثيرين في الغرب يفسرون أي سلوك سياسي يوصف بأنه "مقاومة" على أنه يعني العنف، وبالتالي يسيئون فهم المعنى الفلسطيني لـ "المقاومة الشعبية".
وقد ذكر ماكس فيشر من موقع فوكس أن "الاختلاف الشائع في حجة [غاندي الفلسطيني] هو الاعتراف بأن بعض الفلسطينيين مسالمون ولكن الإشارة إلى أن فلسطينيين آخرين عنيفون، والاستنتاج بأن اللاعنف الفلسطيني لن يكون فعالاً حتى يتبناه جميع الفلسطينيين"، بحجة أن حركة الاستقلال الهندية تضمنت بعض المقاومة العنيفة للحكم البريطاني وأن التسوية التي توصلت إليها السلطة الفلسطينية مع الحكومة الإسرائيلية منذ عام 1993 لم تخفف من الاحتلال في الضفة الغربية. وقد زعم جوناثان مارك من وكالة الأنباء اليهودية أنه حتى عندما يرتكب الفلسطينيون أعمال عنف، فإن الصحافيين يستطيعون دائماً أن يجدوا شخصاً ليقول إن الفلسطينيين كانوا حقاً غير عنيفين، متسائلاً عند أي نقطة "يصبح الوقت مناسباً للتخلي عن الترويج لغاندي باعتباره الزعيم الفلسطيني القادم؟"

### أمثلة على استخدام اللاعنف من قبل الفلسطينيين
قد زعم معلقون آخرون أن الفلسطينيين والناشطين المؤيدين للفلسطينيين استخدموا تكتيكات غير عنيفة، ولكن تم قمعها. كتب نيكولاس كيسي من صحيفة نيويورك تايمز في عام 2024 أن الأعمال السلمية في الأراضي الفلسطينية المحتلة "تشكل تحديًا كبيرًا"، حيث حظر الجيش الإسرائيلي "كل أشكال الاحتجاج تقريبًا، حتى الأشياء الصغيرة مثل تجمع أكثر من 10 أشخاص لحوار سياسي أو مجرد التلويح بالعلم الفلسطيني. يمكن اعتبار أبسط أعمال التحدي تهديدًا".
كتب بيناي بليند من صحيفة فلسطين كرونيكل في عام 2019 أنه "بدلاً من السؤال عن سبب عدم وجود مثل هذا القائد الفلسطيني، قد يكون من المفيد أكثر أن نسأل متى ستتوقف إسرائيل عن اغتيال وتعطيل وسجن غاندي المحتملين"، مشيرًا إلى الإجراءات الفلسطينية مثل مسيرة العودة الكبرى، والمظاهرات السلمية إلى حد كبير والتي شهدت إصابة الآلاف من المتظاهرين على يد القوات الإسرائيلية، والاحتجاجات السلمية في بلعين ضد الجدار العازل في الضفة الغربية، والتي شهدت تدمير الجيش الإسرائيلي لكاميرات الفلسطينيين الذين حاولوا تصوير قمع الجيش للاحتجاجات. جادلت فيكتوريا ماسون من الجامعة الوطنية الأسترالية وريتشارد أ. فالك من جامعة برينستون بأن "المجتمع الدولي فشل، في معظمه، في الاعتراف باللاعنف الفلسطيني ودعمه"، وأنه "بالمقارنة مع التركيز على العنف الفلسطيني، فإن تاريخ المقاومة الفلسطينية اللاعنفية، الذي لا يقل أهمية، يكاد يكون مجهولاً". وأشار ماسون وفالك إلى أمثلة مثل الإضراب العام العربي عام 1936، الذي قوبل بقمع بريطاني، والمراحل الأولى من الانتفاضة الأولى في أواخر الثمانينيات، والتي أمر وزير الدفاع الإسرائيلي إسحاق رابين بقمعها "بالقوة والجبروت والضرب"، والقيمة الثقافية الفلسطينية للصمود. وقد أشارت منال جمال من جامعة جيمس ماديسون إلى لجنة التوجيه الوطني التي أنشئت بعد الانتخابات المحلية في الضفة الغربية عام 1976 وحظرتها الحكومة الإسرائيلية عام 1982، فضلاً عن ترحيل مبارك عوض، وهو فلسطيني بارز دعاة اللاعنف، عام 1988 بتهمة التحريض على الاضطرابات.
أشار برانكو مارسيتيك من منظمة جاكوبين إلى القوانين المناهضة لمقاطعة إسرائيل وسحب الاستثمارات وفرض العقوبات عليها في العديد من الدول الغربية والتي تجرم مقاطعة إسرائيل، قائلاً إن نفس السياسيين الذين يدعون إلى ظهور غاندي فلسطيني قد تقدموا بقوانين من شأنها تجريم الأساليب الغاندية.

### الشخصيات والمجتمع الإسرائيلي
وقد استخدم بعض المعلقين هذا المصطلح للتشكيك في الشخصيات الإسرائيلية. جادل شريف الموسى من الجامعة الأمريكية بالقاهرة بأن حل الصراع الإسرائيلي الفلسطيني يتطلب ظهور شارل ديغول إسرائيلي بدلاً من غاندي فلسطيني، في إشارة إلى قرار الرئيس الفرنسي السابق بإنهاء الحملة العسكرية الفرنسية في حرب الجزائر، مدعيًا أن "المواجهة الإسرائيلية الفلسطينية المستمرة لمقاومة الحرب يمكن أن تنتهي من خلال ترتيبات موازية لتلك الموجودة في الجزائر/فرنسا، مع انتقال مستوطني الضفة الغربية إلى إسرائيل". كتب بول ر. بيلار من مجلة "ناشيونال إنترست " في عام 2010 أنه "لم يكن هناك معادل إسرائيلي لموهاتا غاندي"، قائلاً إن دولة إسرائيل تأسست من خلال حملة عنيفة ضد الحكم البريطاني في الأربعينيات وأن غاندي رفض وصف الهند بأنها دولة هندوسية، على عكس دولة إسرائيل، التي غالبًا ما وصفت بأنها دولة يهودية.
كتب الباحث الإسرائيلي ران هاكوهين في عام 2005 أن المصطلح كان يُستخدم في الغالب فقط في وسائل الإعلام الدولية وليس داخل المجتمع الإسرائيلي، مدعيًا أنه يوجد داخل إسرائيل "عسكرة كدين للدولة". خلال الاحتجاجات الفلسطينية 2011-2012، نقلت برقية عسكرية إسرائيلية تناقش خطط قمع الاحتجاجات التي سربها موقع ويكيليكس عن اللواء الإسرائيلي عاموس جلعاد قوله "نحن لا نتقن غاندي جيدًا".

## الأشخاص الذين أشارت إليهم وسائل الإعلام باسم "غاندي الفلسطيني"
- عبدالله أبو رحمة[21]
- عيسى عمرو[22]
- غسان أندوني[23]
- مبارك عوض[24][25][26]
- ساري نسيبة[27]
- مازن قمصية[28]
- متري راهب[28]
- محمود سرسك[29]
- باسم التميمي[30]